# 7060 Al-'Ijliya
7060 Al-'Ijliya è un asteroide della fascia principale. Scoperto nel 1990, presenta un'orbita caratterizzata da un semiasse maggiore pari a 2,4548125 au e da un'eccentricità di 0,0262603, inclinata di 1,87229° rispetto all'eclittica.
L'asteroide è dedicato all'astronoma del X secolo Al-ʿIjliyya.